# 许士平
许士平（1956年4月—）山东聊城人，中国共产党及中华人民共和国官员。

## 生平
1981年12月，自山东大学生物学系毕业，1975年4月加入中国共产党。历任国家档案局档案科学技术研究所办公室副主任、主任、副所长、所长，中央档案馆国家档案局办公室主任（其间挂职担任四川省自贡市副市长）。2004年6月起，历任中共中央直属机关事务管理局副局长、巡视员、常务副局长、机关党委专职书记、局长。2014年5月，任中央档案馆副馆长、国家档案局副局长。2016年2月，免去中央档案馆副馆长、国家档案局副局长职务。